# Aberfeldy (whisky)

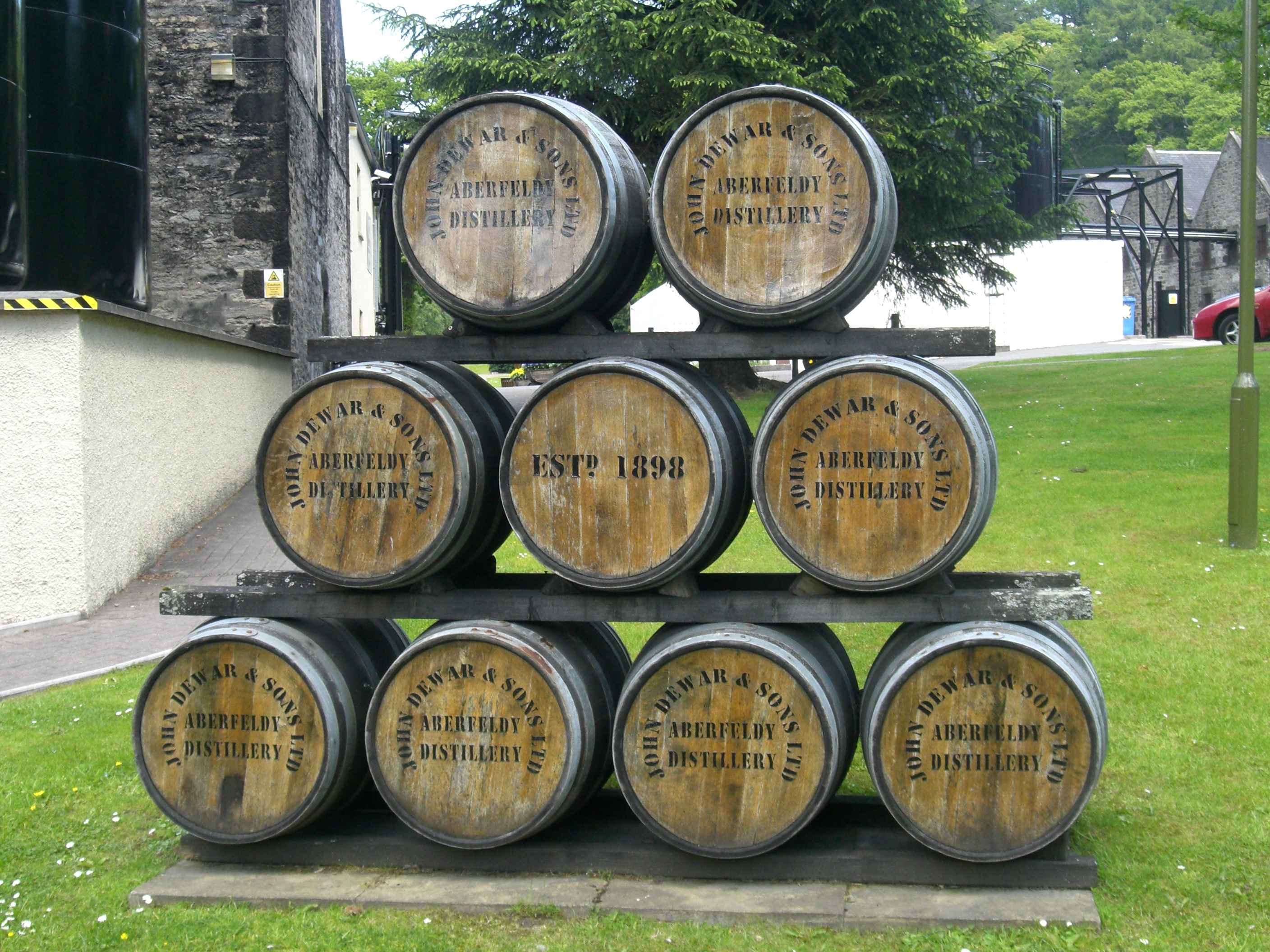
Beczki z whisky Aberfeldy

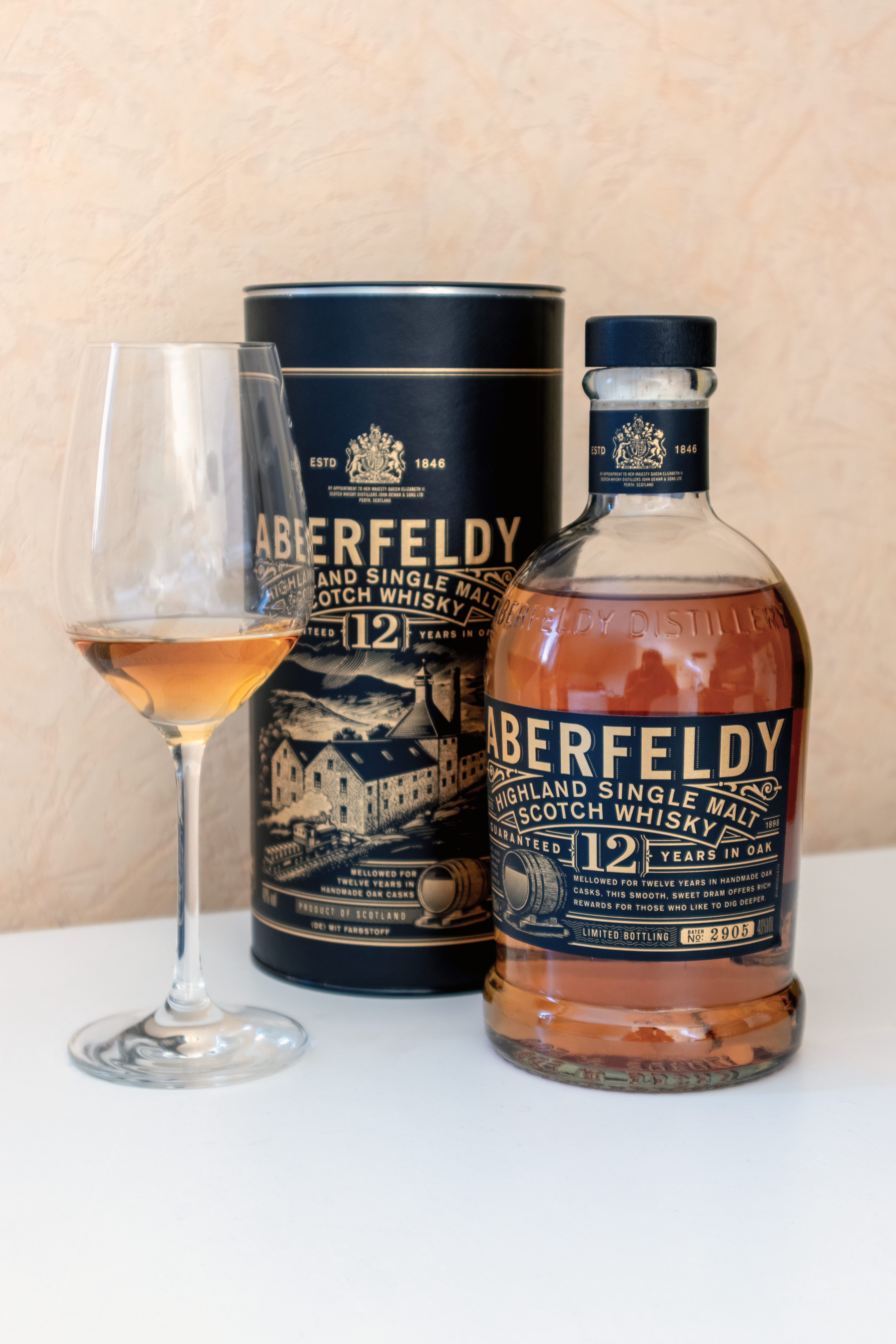
Butelka Aberfeldy 12 Y.O.

Aberfeldy Distillery – destylarnia single malt whisky, znajdująca się w mieście Aberfeldy w Szkocji. Zakład mieści się tam, gdzie spotykają się najwyższe góry Perthshire, najgłębsze loch i najdłuższe glen, a historycznie i geograficznie w ‘sercu Szkocji’.

## Historia
Założycielem destylarni Aberfeldy jest spółka John Dewar & Sons, Ltd., zakład zbudowano w 1896, otwarto zaś w 1898. Aberfeldy powstała w początkach światowej ekspansji firmy Dewars, w czasie gdy firma zyskiwała światową popularność. John A. Dewar, syn założyciela Johna Dewara Seniora, zdał sobie sprawę, że by sprostać wysokim wymaganiom stawianym premium Scotch whisky, muszą jako gorzelnia zagwarantować najwyższą jakość produkowanej przez siebie single malt whisky i muszą jej dostarczać wielkie ilości. Jedynym rozwiązaniem dla obydwu braci było postawienie nowej destylarni, która sprosta ilościowym wymaganiom. Aberfeldy pokazała, że jako marka stała się dla firmy wielkim sukcesem.
Jednakże działania wojenne podczas I wojny światowej wstrzymały dostawy jęczmienia i w latach 1917–1919 firma zmuszona została do zaprzestania produkcji. Po ponownym otwarciu biznesu, marka Dewar’s rozkwitła. II wojna światowa równie niekorzystnie odbiła się na kondycji gorzelni i zakład ponownie zamknięto. W 1962 firma otrzymała wyróżnienie nadane przez królową brytyjską Elżbietę II. W 1972 destylarnię rozbudowano tak, by produkcja mogła sprostać rosnącym oczekiwaniom.

## Destylarnia
Aberfeldy mieści się w centralnej Szkocji, około pięć mil na wschód od Loch Tay i miasta Kenmore i około 8 mil na południe od Loch Tummel. Wodę czerpie ze strumienia Pitilie Burn, który to przepływa obok destylarni i który od stuleci wykorzystywany jest do produkcji whisky. Aberfeldy jest jedyną szkocką destylarnią używającą tego źródła. Zakład używa tylko szkockiego jęczmienia, drożdży i wody do produkcji swojej whisky.

## Produkcja
Obecnie większość z produkcji w zakładzie trafia do zestawiania blendów, w sklepach zaś dostępna jest tylko piętnastoletnia single malt.